# Liste der Baudenkmäler in Siegsdorf
Auf dieser Seite sind die Baudenkmäler in der oberbayerischen Gemeinde Siegsdorf zusammengestellt. Diese Tabelle ist eine Teilliste der Liste der Baudenkmäler in Bayern. Grundlage ist die Bayerische Denkmalliste, die auf Basis des Bayerischen Denkmalschutzgesetzes vom 1. Oktober 1973 erstmals erstellt wurde und seither durch das Bayerische Landesamt für Denkmalpflege geführt wird. Die folgenden Angaben ersetzen nicht die rechtsverbindliche Auskunft der Denkmalschutzbehörde.

## Baudenkmäler nach Ortsteilen

### Siegsdorf
| Lage                                       | Objekt                                               | Beschreibung | Akten-Nr.      | Bild           |
| ------------------------------------------ | ---------------------------------------------------- | --- | -------------- | -------------- |
| Bahnhofstraße 5 (Standort)                 | Bahnhof                                              | zweigeschossiger Walmdachbau in Tuffsteinmauerwerk mit Backsteingliederungen, angeschlossen erdgeschossiger Güterschuppen mit Satteldach, um 1895. | D-1-89-145-122 | weitere Bilder |
| Deutsche Alpenstraße 5 (Standort)          | Autobahnmeisterei Siegsdorf, Dienst- und Wohngebäude | zweigeschossiger Satteldachbau im alpenländischen Heimatstil, rechtwinklig zugeordnet lang gestreckte Fahrzeughalle und kleines Werkstattgebäude; von Georg Adlmüller, 1938/39. | D-1-89-145-123 | BW             |
| Gamstraße 14; Gamstraße 12 (Standort)      | Feldkreuz                                            | Holzkreuz mit Gusseisenkruzifix, bezeichnet mit dem Jahr 1850; am Ort der 1809 abgetragenen Peterskirche; östlich von Gamstraße 12. | D-1-89-145-124 | BW             |
| Hauptstraße 32 (Standort)                  | Rotmarmor-Türgewände                                 | bezeichnet mit dem Jahr 1735. | D-1-89-145-3   | BW             |
| Kardinal-von-Faulhaber-Platz 1 (Standort)  | Katholische Pfarrkirche Mariä Empfängnis             | nach Plänen von Plazidus Nizinger, 1779–81, einbezogener Westturm spätgotisch; mit Ausstattung; Aussegnungshalle, Satteldachbau mit Quergiebel und Arkaden, 1921; Friedhofsummauerung mit zwei Kapellen an der südlichen bzw. westlichen Innenseite, Mitte 19. Jahrhundert; jeweils mit Ausstattung; gusseisernes Kriegerdenkmal im Friedhof, neugotisch, nach 1871; vor der Südmauer Kriegerdenkmal, Nischenanlage mit Inschrifttafeln, 1926 von Franz Zell, nach 1945 erweitert. | D-1-89-145-4   | weitere Bilder |
| Kardinal-von-Faulhaber-Platz 6 (Standort)  | Ehemaliges Schwesternhaus, jetzt Pfarrheim           | erbaut als Gasthaus mit Metzgerei, mit Flachsatteldach und Quergiebel, Rotmarmorportal, bezeichnet mit dem Jahr 1873; Inneres bei Ausbau zum Pfarrheim 1997/98 verändert. | D-1-89-145-5   | weitere Bilder |
| Kardinal-von-Faulhaber-Platz 8 (Standort)  | Bauernhaus                                           | stattlicher dreigeschossiger Mittertennbau, Wohnteil massiv, Türgewände bezeichnet mit dem Jahr 1821, Firstpfette bezeichnet mit dem Jahr 1822; zugehörig großer zweitenniger Stadel mit Halbwalmdach, erstes Drittel 19. Jahrhundert. | D-1-89-145-6   | weitere Bilder |
| Kardinal-von-Faulhaber-Platz 9 (Standort)  | Pfarrhof                                             | zweigeschossiger Putzbau mit Halbwalmdach, 1816, mit älterem Kern; sogenanntes Kooperatorhäusl, erdgeschossiger Walmdachbau, erstes Drittel 19. Jahrhundert; westlich unterhalb im Pfarrgarten. | D-1-89-145-7   | weitere Bilder |
| Marienstraße 2 (Standort)                  | Villa                                                | zweigeschossiger Satteldachbau mit Quergiebeln und hohem Kniestock, aufgeständerten Balkonen, hölzernen Zierdetails und Putzgliederungen, 1870 und bez. 1906; schmiedeeiserne Gartenpforte, gleichzeitig. | D-1-89-145-145 | weitere Bilder |
| Nähe Höpflinger Weg (Standort)             | Holzfigur hl. Johann von Nepomuk                     | zweite Hälfte 18. Jahrhundert; aufgestellt in der im Zuge des Brückenneubaus 2007 neu erbauten Kapelle. | D-1-89-145-1   | weitere Bilder |
| Nähe Traunsteiner Straße; Traun (Standort) | Pestsäule                                            | Laterne bezeichnet mit dem Jahr 1643, Schaft erneuert; 2007 im Zuge des Brückenneubaus ca. 5 m vom alten Standort entfernt neu aufgestellt. | D-1-89-145-13  | weitere Bilder |
| Ruhpoldinger Straße 2 (Standort)           | Ehemaliges Bauernhaus                                | Mittertennbau mit Flachsatteldach und Hochlaube, an der Firstpfette bezeichnet mit dem Jahr 1828; vor dem Haus Brunnentrog aus Rotmarmor, 18. Jahrhundert. | D-1-89-145-10  | weitere Bilder |
| Sonnenstraße 7 (Standort)                  | Martersäule                                          | aus Rotmarmor, 17./18. Jahrhundert. | D-1-89-145-9   | BW             |
| Traunsteiner Straße 8 (Standort)           | Villa „Trauneck“ (Villa Kliegl)                      | zweigeschossiger Satteldachbau mit Treppenhausturm, hölzernen Balkonen und barockisierender Putzgliederung, um 1900. | D-1-89-145-125 | BW             |
| Traunsteiner Straße 9 (Standort)           | Wohnhaus und Bäckerei                                | Flachsatteldachbau, im Kern 18. Jahrhundert, Sandstein-Türgewände und Oberlicht bezeichnet mit dem Jahr 1823. | D-1-89-145-12  | BW             |
| Traunsteiner Straße 15 (Standort)          | Villa „Johannes“                                     | zweigeschossiges villenartiges Wohnhaus mit asymmetrisch angegliederten Bauteilen, mit barockisierender Putzgliederung, hölzernen Balkonen und Giebelverzierungen, Ende 19. Jahrhundert. | D-1-89-145-126 | BW             |
| Von-Kohlbrenner-Straße 10 (Standort)       | Ehemalige Villa Rodeländer („Rodeländer Hof“)        | herrschaftliche Anlage, um 1900/01; Hauptbau zweigeschossiger Satteldachbau mit barockisierender Putzgliederung, Erker und überdecktem Wintergarten; Nebengebäude, ehemalige Remise mit Verwalterwohnung im Obergeschoss; parkartig gestalteter Garten mit altem Baumbestand. | D-1-89-145-127 | BW             |
| Von-Kohlbrenner-Straße 16 (Standort)       | Ehemalige Schmiede                                   | kleiner Flachsatteldachbau mit zwei Arkaden an der Giebelseite und Gewölben im Erdgeschoss, um 1820. | D-1-89-145-8   | BW             |

### Alzing
| Lage                              | Objekt                    | Beschreibung | Akten-Nr.      | Bild |
| --------------------------------- | ------------------------- | --- | -------------- | ---- |
| Adelholzener Straße 57 (Standort) | Wohnhaus                  | zweigeschossiger Massivbau mit Flachsatteldach, an der Firstpfette bezeichnet mit dem Jahr 1835. | D-1-89-145-15  | BW   |
| Adelholzener Straße 59 (Standort) | Villa Haindl              | zweigeschossiger Satteldachbau mit Quergiebeln, aufgeständerten Balkonen und hölzernen Zierdetails, erbaut 1872 (bezeichnet mit dem Jahr), Überformung mit barockisierender Putzgliederung 1895 (bezeichnet mit dem Jahr); ehemaliges Remisen- und Stallgebäude, erdgeschossig mit Schopfwalmdach, bemalten Sparren- und Pfettenköpfen, barockisierend, um 1900; westlich im Grundstück. | D-1-89-145-128 | BW   |
| Dr.-Liegl-Straße 3 (Standort)     | Wohnteil des Bauernhauses | mit verputztem Blockbau-Obergeschoss, an der Firstpfette bezeichnet mit dem Jahr 1765, 1841 und 1929, Sandstein-Türgewände bezeichnet mit dem Jahr 1838. | D-1-89-145-16  | BW   |

### Bad Adelholzen
| Lage                              | Objekt                                               | Beschreibung | Akten-Nr.     | Bild |
| --------------------------------- | ---------------------------------------------------- | --- | ------------- | ---- |
| Adelholzener Straße 67 (Standort) | Schwesternheim Bad Adelholzen                        | Ehemaliges Kurhaus, jetzt Schwesternheim Bad Adelholzen, stattlicher Baukomplex mit viergeschossigem Mittelbau und zwei symmetrischen Flügelbauten, errichtet 184346, aufgestockt 1861. | D-1-89-145-19 | BW   |
| Adelholzener Straße 84 (Standort) | Katholische Kapelle St. Primus und Mariä Heimsuchung | 1615 erbaut, 1730 erweitert; mit Ausstattung. | D-1-89-145-20 | BW   |
| Nähe Georg-Mayr-Straße (Standort) | Johanneskapelle                                      | um Mitte 19. Jahrhundert; mit Ausstattung. | D-1-89-145-21 | BW   |

### Eisenärzt
| Lage                                | Objekt                                                               | Beschreibung | Akten-Nr.      | Bild                                         |
| ----------------------------------- | -------------------------------------------------------------------- | --- | -------------- | -------------------------------------------- |
| Eisenärzt (Standort)                | Ensemble Eisenärzt                                                   | Das Ensemble umfasst die historische Ortsanlage von Eisenärzt mit ihrer Bebauung, die sich bis Mitte des 19. Jahrhunderts entlang der gewundenen, dem Tal der Weißen Traun folgenden Durchgangsstraße (Dorfstraße) von Siegsdorf nach Ruhpolding entwickelt und seitlich davon einen eigenen, kleinteilig strukturierten Bereich (Traunweg) ausgebildet hat. | E-1-89-145-1   | BW                                           |
| Am Wehr 8, Dorfstraße 55 (Standort) | Wohnhaus für die Verwalter des kgl. Berg- und Hüttenwerks Eisenärzt, | zweigeschossiger Flachsatteldachbau mit traufseitigem Fresko, 1882 durch Umbau des ehem. Obermetzgeranwesens von 1713, traufseitiger Bodenerker, 1928; Stallstadel und Kohlbarm, Satteldachbau mit holzverschaltem Obergeschoss und Schienengewölbe, 1882 | D-1-89-145-149 | BW                                           |
| Am Wehr 11 (Standort)               | Kleinhaus mit Flachsatteldach                                        | Balusterlaube und laubenartigem Gang vor dem Erdgeschoss, ehemals bezeichnet mit dem Jahr 1850, im Kern 17./18. Jahrhundert. | D-1-89-145-24  | BW                                           |
| Arztberg (Standort)                 | Wegkapelle                                                           | kleiner halbrund geschlossener Bau, Ende 18./Anfang 19. Jahrhundert; mit Ausstattung; am steilen Waldweg nach Maria Eck zwischen Eisenärzt und Scharam. | D-1-89-145-136 | Wegkapelle                                   |
| Bergstraße 1 (Standort)             | Kleinhaus mit Flachsatteldach                                        | ehemals bezeichnet mit dem Jahr 1762. | D-1-89-145-25  | Kleinhaus mit Flachsatteldach                |
| Dorfstraße 15 (Standort)            | Giebelständiges Wohnhaus mit Putzgliederung                          | weit vorstehendem Flachsatteldach und bemalten Pfettenköpfen, an der Firstpfette bezeichnet mit dem Jahr 1833. | D-1-89-145-27  | Giebelständiges Wohnhaus mit Putzgliederung  |
| Dorfstraße 17 (Standort)            | Nordteil eines Doppelhauses                                          | traufständig mit weit vorstehendem Flachsatteldach, alter (und moderner) Bemalung, Högler Sandsteinportal bezeichnet mit dem Jahr 1829. | D-1-89-145-28  | Nordteil eines Doppelhauses                  |
| Dorfstraße 27 (Standort)            | Wohnhaus                                                             | giebelständig mit Rundbogenportal und weit vorstehendem Flachsatteldach, Haustafel bezeichnet mit dem Jahr 1811. | D-1-89-145-29  | Wohnhaus                                     |
| Dorfstraße 29 (Standort)            | Zwei Fresken (hl. Sebastian und hl. Florian)                         | am Giebel des Wohnhauses, Anfang 19. Jahrhundert. | D-1-89-145-30  | Zwei Fresken (hl. Sebastian und hl. Florian) |
| Dorfstraße 31 (Standort)            | Wohnhaus                                                             | traufständig mit weit vorstehendem Flachsatteldach, bezeichnet mit dem Jahr 1813; steinernes Türgewände bezeichnet mit dem Jahr 1696. | D-1-89-145-31  | Wohnhaus                                     |
| Dorfstraße 35 (Standort)            | Wohnhaus                                                             | mit Giebellaube und weit vorstehendem Flachsatteldach, bezeichnet mit dem Jahr 1830. | D-1-89-145-32  | Wohnhaus                                     |
| Dorfstraße 37 (Standort)            | Kleinhaus                                                            | mit Steilsatteldach, 18. Jahrhundert; aus der Straßenflucht zurückgesetzt. | D-1-89-145-33  | Kleinhaus                                    |
| Dorfstraße 38 (Standort)            | Wohnhaus                                                             | breit gelagerter Giebelbau mit weit überstehendem Flachsatteldach, Firstpfette bezeichnet mit dem Jahr 1740; marmornes Türgewände bezeichnet mit dem Jahr 1762. | D-1-89-145-34  | Wohnhaus                                     |
| Dorfstraße 40 (Standort)            | Wohnhaus                                                             | giebelständig mit Flachsatteldach und bemalten Pfettenköpfen, Sandstein-Türgewände bezeichnet mit dem Jahr 1845. | D-1-89-145-35  | Wohnhaus                                     |
| Dorfstraße 41 (Standort)            | Kleinhaus                                                            | mit Steilsatteldach, Mitte 19. Jahrhundert, Kruzifix am Giebel, bezeichnet mit dem Jahr 1765; aus der Straßenflucht zurückgesetzt. | D-1-89-145-36  | BW                                           |
| Dorfstraße 46 (Standort)            | Wohnhaus                                                             | mit überstehendem Flachsatteldach und Giebellaube, Ende 18. Jahrhundert. | D-1-89-145-37  | Wohnhaus                                     |
| Dorfstraße 49 (Standort)            | Wohnhaus                                                             | mit neuem (aufgesteiltem) Flachsatteldach, marmorner Türstock bezeichnet mit dem Jahr 1764. | D-1-89-145-38  | Wohnhaus                                     |
| Grubweg 32 (Standort)               | Ehemaliges Bauernhaus                                                | mit Blockbau-Obergeschoss, Laube und Flachsatteldach, Türstock bezeichnet mit dem Jahr 1767, rückwärts modern ausgebaut; im Garten Gedächtniskapelle für Rudolf Pfister, um 1970. | D-1-89-145-39  | BW                                           |
| Lipp 1 (Standort)                   | Bauernhaus                                                           | mit Flachsatteldach und zwei Lauben, Firstpfette und Rotmarmorportal jeweils bezeichnet mit dem Jahr 1740; Zuhaus, zweigeschossig mit Außentreppe, Anfang 19. Jahrhundert. | D-1-89-145-41  | BW                                           |
| Salinenweg 4 (Standort)             | Ehemaliges Bauernhaus                                                | jetzt Gasthof, stattlicher dreigeschossiger Bau mit Balkonen und vier Rotmarmorportalen übereinander, das unterste bezeichnet mit dem Jahr 1762, der Bau 1929 im Heimatstil überarbeitet und erhöht. | D-1-89-145-40  | Ehemaliges Bauernhaus                        |
| Traunweg 3 (Standort)               | Wohnhaus                                                             | mit Flachsatteldach und Hochlaube, Sandsteinportal bezeichnet mit dem Jahr 1836. | D-1-89-145-42  | Wohnhaus                                     |
| Traunweg 5 (Standort)               | Kleinhaus                                                            | mit Flachsatteldach und Giebellaube, ehemals bezeichnet mit dem Jahr 1841. | D-1-89-145-43  | Kleinhaus                                    |
| Traunweg 9 (Standort)               | Wohnhaus                                                             | südliche Hälfte des firstgeteilten Doppelhauses, mit Flachsatteldach, verputztem Blockbau-Obergeschoss und Laube, wohl zweite Hälfte 17. Jahrhundert. | D-1-89-145-44  | BW                                           |

### Hachau
| Lage                      | Objekt                | Beschreibung | Akten-Nr.     | Bild |
| ------------------------- | --------------------- | --- | ------------- | ---- |
| Hachau 1 (Standort)       | Bauernhaus            | Wohnteil mit Blockbau-Obergeschoss, Rotmarmor-Portal bezeichnet mit dem Jahr 1763, Dach 1946 erhöht.                                              | D-1-89-145-48 | BW   |
| Hachau 2 (Standort)       | Zuhaus                | mit Flachsatteldach und seitlichen Lauben, erstes Drittel 19. Jahrhundert.                                                                        | D-1-89-145-49 | BW   |
| Obermayerweg 2 (Standort) | Bauernhaus            | Wohnteil mit Blockbau-Obergeschoss, umlaufender Laube und Hochlaube, Firstpfette bezeichnet mit dem Jahr 1728, 1919 Aufstockung und Dacherhöhung. | D-1-89-145-51 | BW   |
| Obermayerweg 6 (Standort) | Ehemaliges Bauernhaus | mit verbrettertem Obergeschoss, zum Teil in Blockbau, Giebellaube und Flachsatteldach, 18. Jahrhundert.                                           | D-1-89-145-50 | BW   |

### Hammer
| Lage                        | Objekt                                  | Beschreibung | Akten-Nr.      | Bild                                 |
| --------------------------- | --------------------------------------- | --- | -------------- | ------------------------------------ |
| Brunnweg 1 (Standort)       | Ehemaliges Salinenhaus                  | erdgeschossig mit Halbwalm und Scharschindeldach, um 1800; aufgedoppelte Haustür. | D-1-89-145-56  | Ehemaliges Salinenhaus               |
| Geisreit 1 (Standort)       | Zwei Sandstein-Türgewände am Bauernhaus | 18. Jahrhundert. | D-1-89-145-57  | BW                                   |
| Rupertusstraße 2 (Standort) | Kirche St. Rupertus                     | Katholische Pfarrkuratiekirche, einschiffiger Saalbau mit dreiseitig geschlossenem Chor, Sakristeianbau und an der Nordwestecke beigestelltem Turm, von Georg Berlinger jun., 1934/35; mit Ausstattung. | D-1-89-145-131 | weitere Bilder                       |
| Schmiedstraße 1 (Standort)  | Sandsteinportal am Gasthaus Hörterer    | bezeichnet mit dem Jahr 1771. | D-1-89-145-58  | Sandsteinportal am Gasthaus Hörterer |

### Höpfling
| Lage                   | Objekt                                               | Beschreibung | Akten-Nr.     | Bild |
| ---------------------- | ---------------------------------------------------- | --- | ------------- | ---- |
| Höpfling 2 (Standort)  | Nepomuk-Kapelle                                      | 18./19. Jahrhundert; mit Ausstattung; an der Traunbrücke.                                                                                                  | D-1-89-145-63 | BW   |
| Höpfling 33 (Standort) | Ehemalige Mühle                                      | zweigeschossig, mit figürlichen und ornamentalen Fresken, geschnitzte Haustür bezeichnet mit dem Jahr 1815.                                                | D-1-89-145-61 | BW   |
| Höpfling 38 (Standort) | Gasthaus, ehemaliges Hauptgebäude des Mühlenanwesens | stattlicher dreigeschossiger Bau mit Schopfwalmdach und Hochlaube, Rotmarmor-Türstock und reich geschnitzte Haustür bezeichnet mit dem Jahr 1799 und 1800. | D-1-89-145-62 | BW   |

### Maria-Eck
| Lage                          | Objekt                     | Beschreibung | Akten-Nr.      | Bild              |
| ----------------------------- | -------------------------- | --- | -------------- | ----------------- |
| In Maria Eck (Standort)       | Martersäule                | Martersäule aus Rotmarmor, 17./18. Jahrhundert; am unteren Aufgang zur Kirche. | D-1-89-145-74  | Martersäule       |
| Maria-Eck-Straße 2 (Standort) | Kloster Maria Eck          | Kloster, 1713 als Wohnhaus für die Geistlichen errichtet, nach Brand 1869 neu gebaut, seit 1891 Franziskanerkloster; mit Ausstattung; rückwärtiger Ökonomiehof mit 1684 erbautem, 1730–35 und 1869 erneuertem Wirtschaftsgebäude; nördlich am Kloster Antoniuskapelle, 1896; mit Ausstattung. | D-1-89-145-70  | Kloster Maria Eck |
| Maria-Eck-Straße 3 (Standort) | Kapelle                    | Wohl frühes 20. Jahrhundert; mit Ausstattung; nordöstlich unterhalb der Kirche neben dem Friedhof. | D-1-89-145-134 | Kapelle           |
| Maria-Eck-Straße 3 (Standort) | Klostergasthof             | Gasthaus, stattlicher Bau mit Satteldach, 1664 erbaut, modern erweitert. | D-1-89-145-71  | Klostergasthof    |
| Maria-Eck-Straße 7 (Standort) | Wallfahrtskirche Maria Eck | Chor 1635/36 in Form einer Dreikonchenanlage, Langhaus und Turm mit seitlichen Anbauten 1642/43; mit Ausstattung. | D-1-89-145-72  | weitere Bilder    |
| Maria-Eck-Straße 7 (Standort) | Brunnenkapelle             | Erbaut um 1670/80; mit Ausstattung; am Aufgang zur Kirche. | D-1-89-145-73  | Brunnenkapelle    |

### Scharam
| Lage                             | Objekt                    | Beschreibung | Akten-Nr.     | Bild |
| -------------------------------- | ------------------------- | --- | ------------- | ---- |
| Nähe Maria-Eck-Straße (Standort) | Wegkapelle                | 18./19. Jahrhundert; mit Ausstattung; beim Lindenhof.                                                                                | D-1-89-145-88 | BW   |
| Oberscharam 5a (Standort)        | Ehemaliges Bauernhaus     | Wohnteil mit Flachsatteldach und Balusterlauben, Türgewände in Sandstein, an der Firstpfette bezeichnet mit dem Jahr 1815.           | D-1-89-145-87 | BW   |
| Scharamer Weg 10 (Standort)      | Ehemaliges Bauernhaus     | Wohnteil mit Flachsatteldach und reich marmorierten Pfettenköpfen, an der Firstpfette bezeichnet mit dem Jahr 1831, Lauben erneuert. | D-1-89-145-89 | BW   |
| Scharamer Weg 40 (Standort)      | ehemaliger Getreidekasten | von Stadel überbaut, 16./17. Jahrhundert.                                                                                            | D-1-89-145-90 | BW   |

### Weitere Ortsteile
| Lage                                             | Objekt                                                      | Beschreibung | Akten-Nr.      | Bild           |
| ------------------------------------------------ | ----------------------------------------------------------- | --- | -------------- | -------------- |
| Alm 1 (Standort)                                 | Wohnteil des Bauernhauses                                   | mit Blockbau-Obergeschoss, verbretterten Lauben und leicht anghobenem Flachsatteldach, im Kern angeblich 1722. | D-1-89-145-14  | BW             |
| Auli, Sedlmayrstraße 6 (Standort)                | Villa Auli                                                  | asymmetrisch gruppiert aus zwei gekreuzten Satteldachtrakten mit Kniestock und abgerücktem viergeschossigem Belvedere-Turm, Putzfassaden mit Gesimsen und Eckquaderung, hölzerne Balusterbalkone und Terrassenvorbau mit Freitreppe, erbaut 1876.                                            | D-1-89-145-129 | BW             |
| Auli, Sedlmayrstraße 8 (Standort)                | Villa Sedlmayr                                              | zweigeschossiger Putzbau mit weit überstehendem Flachsatteldach, bundwerkartig verkleidetem Kniestock und aufgeständerten Balkonen mit gesägten Brüstungen, um 1870/80. | D-1-89-145-130 | BW             |
| Bucheck 4 (Standort)                             | Wohnteil eines ehemaligen Bauernhauses                      | zweigeschossiger Blockbau, zweite Hälfte 17. Jahrhundert; 1984–86 vom Nachbargrundstück transferiert und zum Teil erneuert. | D-1-89-145-22  | BW             |
| Daxlberg-Buchwald (Standort)                     | Kapelle                                                     | rechteckiger Satteldachbau, Mitte 19. Jahrhundert; oberhalb des Hofes. | D-1-89-145-23  | BW             |
| Embach 3 (Standort)                              | Zuhaus                                                      | zweigeschossiger Massivbau mit Salzburger Schopfwalmdach, bezeichnet mit dem Jahr 1841. | D-1-89-145-45  | BW             |
| Frauenstätt 2 (Standort)                         | Ehemalige Mühle                                             | dreigeschossiger Putzbau mit Flachsatteldach, zweite Hälfte 19. Jahrhundert, im Kern 1765 (am Türstock bezeichnet mit dem Jahr). | D-1-89-145-46  | BW             |
| Gastag 1 a (Standort)                            | stattlicher Stadel                                          | mit Flachsatteldach und Giebelbundwerk, bezeichnet mit dem Jahr 1763, Firstpfette bezeichnet mit dem Jahr 1765; firstparallel angebauter Flachdachstall, bezeichnet mit dem Jahr 1840; Zuhäusl, Flachsatteldachbau mit Giebellaube und bemalten Pfetten, bezeichnet mit dem Jahr 183(5) (?). | D-1-89-145-47  | BW             |
| Hallaich 1 (Standort)                            | Ehemaliges Bauernhaus                                       | Wohnteil mit Blockbau-Obergeschoss, Balusterlaube und erneuerter Hochlaube, an der Firstpfette bezeichnet mit dem Jahr 1735; Zuhaus, zweigeschossiger Bruchsteinbau, bezeichnet mit dem Jahr 1862.                                                                                           | D-1-89-145-55  | BW             |
| Häusern 1 (Standort)                             | Ehemaliges Bauernhaus                                       | Mittertennbau, Wohnteil mit Blockbau-Obergeschoss, umlaufender Laube und kurzer Hochlaube, an der Firstpfette bezeichnet mit dem Jahr 1792; 1982–86 restauriert. | D-1-89-145-54  | BW             |
| Häusern 3 (Standort)                             | Ehemaliges Kleinbauernhaus, später Zuhaus                   | Mitterstallbau mit Blockbau-Obergeschoss, umlaufender Laube und kurzer Hochlaube, an der Firstpfette bezeichnet mit dem Jahr 1750, im Kern wohl frühes 17. Jahrhundert; 1982–86 restauriert.                                                                                                 | D-1-89-145-53  | BW             |
| Nähe Häusern (Standort)                          | Wasch- und Backhäusl                                        | Bruchsteinbau mit mittelsteilem Satteldach, erste Hälfte 19. Jahrhundert, zu Häusern 2 gehörig. | D-1-89-145-52  | BW             |
| Hinterwelln 2 (Standort)                         | Wohnteil des Bauernhauses                                   | mit Blockbau-Obergeschoss und umlaufender Laube, ehemals bezeichnet mit dem Jahr 1797, stark erneuert. | D-1-89-145-60  | BW             |
| Hörgering, Buchecker Weg 41 (Standort)           | Ehemaliges Bauernhaus                                       | Mitterstallbau, Wohnteil massiv mit bemalten Pfettenköpfen und alten Fenstern, über der Tür modern bezeichnet mit dem Jahr 1836. | D-1-89-145-64  | BW             |
| Hörgering, Zinnkopfweg 22 (Standort)             | Wohnteil des ehemaligen Bauernhauses                        | mit Blockbau-Obergeschoss, erneuerten Lauben und bemalten Pfettenköpfen, an der Firstpfette bezeichnet mit dem Jahr 1765. | D-1-89-145-66  | BW             |
| Hub, Reichhausener Straße 9 (Standort)           | Wohnteil des Bauernhauses                                   | mit verputztem Blockbau-Obergeschoss, wohl erste Hälfte 18. Jahrhundert. | D-1-89-145-112 | BW             |
| Kohlbrenn 1 (Standort)                           | Ehemaliges Bauernhaus                                       | Mittertennbau mit doppelter Widerkehr, Wohnteil mit Blockbau-Obergeschoss, bezeichnet mit dem Jahr 1727, Dach erhöht unter Verwendung der alten bemalten Pfettenköpfe. | D-1-89-145-133 | BW             |
| Kohlbrenn, Neukirchener Straße 45 (Standort)     | Kapellenbildstock                                           | bezeichnet mit dem Jahr 1848; bei Straßenausbau um 1985 versetzt. | D-1-89-145-67  | BW             |
| Kühleiten 2 (Standort)                           | Bauernhaus                                                  | mit Blockbau-Obergeschoss und erneuerten Lauben, Kern zweite Hälfte 17. Jahrhundert, Dach um 1930 erhöht. | D-1-89-145-68  | BW             |
| Linden, Lindenstraße 5 (Standort)                | Ehemaliges Bauernhaus                                       | zweigeschossiger Flachsatteldachbau mit Kniestock und umlaufender Laube, verbretterter Giebel mit Hochlaube und Lüftlmalerei, bez. 1783, 1897 erbaut, 1922 umgebaut. | D-1-89-145-153 | BW             |
| Lindl 2 (Standort)                               | Wohnteil des Bauernhauses                                   | mit Blockbau-Obergeschoss, Giebel- und Hochlaube, an der Firstpfette bezeichnet mit dem Jahr 1725. | D-1-89-145-69  | BW             |
| Mauer, Auf der Mauer 5 (Standort)                | Sogenannter Wastlbauernhof, jetzt privates Bauernhausmuseum | Typus des Traunsteiner Gebirgshauses mit Blockbau-Obergeschoss, umlaufender Laube und Hochlaube, reichen Fresken außen und innen sowie bemalten Balken, bezeichnet mit dem Jahr 1762; mit Ausstattung.                                                                                       | D-1-89-145-75  | BW             |
| Meisau 9 (Standort)                              | Sandstein-Türgewände                                        | bezeichnet mit dem Jahr 1833. | D-1-89-145-76  | BW             |
| Molberting, Molbertinger Straße 7, 7a (Standort) | Ehemaliges Bauernhaus                                       | mit Blockbau-Obergeschoss, 18. Jahrhundert, Türgewände bezeichnet mit dem Jahr 1857, Dach und Lauben 1950 erneuert. | D-1-89-145-77  | BW             |
| Molberting, Wolfsberger Straße 2 (Standort)      | Wohnteil des ehemaligen Bauernhauses                        | mit verputztem Blockbau-Obergeschoss und profilierten Pfettenköpfen, bezeichnet mit dem Jahr 1784. | D-1-89-145-78  | BW             |
| Öd, Gschwend 21 (Standort)                       | Ehemaliges Bauernhaus                                       | Mittertennbau, Wohnteil mit verputztem Blockbau-Obergeschoss und bemalten Pfettenköpfen, an der Firstpfette bezeichnet mit dem Jahr 1766. | D-1-89-145-132 | BW             |
| Deutsche Alpenstraße 22 a (Standort)             | Feldkapelle                                                 | halbrund geschlossener Bau in Nagelfluh-Mauerwerk, um 1900; südlich von Deutsche Alpenstraße 22/22a zwischen Oed und Spirka. | D-1-89-145-110 | BW             |
| Osterham 2 (Standort)                            | Bauernhaus                                                  | mit Blockbau-Obergeschoss, Balusterlauben und marmorierten Pfettenköpfen, Ende 18. Jahrhundert, Glockenständer bezeichnet mit dem Jahr 1895. | D-1-89-145-79  | BW             |
| Osterham 3 (Standort)                            | Stattliches Bauernhaus                                      | mit Blockbau-Obergeschoss, im Kern zweite Hälfte 17. Jahrhundert, Dach und Lauben erneuert. | D-1-89-145-80  | BW             |
| Plereit, Flur Alm (Standort)                     | Kapelle                                                     | ehemaliger Bergwerksturm, Rundbau, zweite Hälfte 19. Jahrhundert, im Kern älter; mit Ausstattung. | D-1-89-145-82  | BW             |
| Plereit, Kressenbergstraße 21 (Standort)         | Kleinhaus                                                   | mit Schopfwalm im Salinenstil, ehemals zum Bergwerk gehörig, zweites Viertel 19. Jahrhundert. | D-1-89-145-81  | BW             |
| Reuten 4 (Standort)                              | Ehemaliges Bauernhaus                                       | mit Blockbau-Obergeschoss, Giebellaube und verbretterter Hochlaube, Mitte 18. Jahrhundert. | D-1-89-145-83  | BW             |
| Reuten 6 (Standort)                              | Ehemaliges Bauernhaus                                       | mit Blockbau-Obergeschoss, umlaufender Laube, Hochlaube und bemalten Pfettenköpfen, an Laubenstutzen bezeichnet mit dem Jahr 1757. | D-1-89-145-84  | BW             |
| Reuten 15 (Standort)                             | Ehemaliges Bauernhaus                                       | mit doppelter Widerkehr, zweigeschossiger Satteldachbau mit Laube und Hochlaube, Widerkehr holzverschalt, 1901. | D-1-89-145-151 | BW             |
| Sankt Johann, St.-Johann-Straße 20 (Standort)    | Katholische Filialkirche St. Johannes der Täufer            | Katholische Filialkirche, Langhaus im Kern romanisch, Chor 14./15. Jahrhundert, 1630 verlängert; mit Ausstattung; Kirchhofmauer nach Norden und Westen, verputzter Bruchstein, 17./18. Jahrhundert.                                                                                          | D-1-89-145-86  | weitere Bilder |
| Sankt Johann, St.-Johann-Straße 22 (Standort)    | „Mesnerwirt“, Bauernhaus und Gastwirtschaft                 | zweigeschossig mit weit vorstehendem Flachsatteldach, an erneuerter Firstpfette bezeichnet mit dem Jahr 1751. | D-1-89-145-135 | BW             |
| Schöneck, Schönecker Straße 17 (Standort)        | Sandstein-Türgewände des Bauernhauses                       | bezeichnet mit dem Jahr 1848. | D-1-89-145-91  | BW             |
| Spatzreit, Spatzreiter Straße 1 (Standort)       | Bauernhaus                                                  | mit beidseitiger Widerkehr, Wohnteil massiv mit Lauben und bemalten Pfettenköpfen, an der Firstpfette bezeichnet mit dem Jahr 1803, steinerner Türstock bezeichnet mit dem Jahr 1836. | D-1-89-145-92  | BW             |
| Spatzreit, Spatzreiter Straße 2 (Standort)       | Hölzerner Türstock am Bauernhaus                            | bezeichnet mit dem Jahr 1732. | D-1-89-145-93  | BW             |
| Stein, Höll (Standort)                           | Weilerkapelle                                               | angeblich 1837 erbaut, 1916 erneuert; mit Ausstattung. | D-1-89-145-94  | Weilerkapelle  |
| Stein 10 (Standort)                              | Ehemaliges Bauernhaus                                       | Mittertennbau mit beidseitiger, erhöhter Widerkehr, Wohnteil mit Blockbau-Obergeschoss, Flachsatteldach und verbretterten Lauben, an der Firstpfette bezeichnet mit dem Jahr 1735, Stallteil zweischiffig gewölbt.                                                                           | D-1-89-145-111 | BW             |
| Thal 2 (Standort)                                | erdgeschossiges Nebengebäude (ehemalige Wagnerei)           | Blockbau, 18. Jahrhundert. | D-1-89-145-95  | BW             |
| Traundorf 13 (Standort)                          | Ehemaliges Kleinbauernhaus                                  | mit Blockbau-Obergeschoss und umlaufender Bretterlaube, zweite Hälfte 17. Jahrhundert. | D-1-89-145-97  | BW             |
| Unterheutau, Heutauer Straße 13 (Standort)       | Haupthaus des ehemaligen Mühlanwesens                       | stattlicher Bau in barockisierenden und späten Jugendstilformen, als Einfirstanlage wohl 1876 erbaut, durch risalitartigen Querbau mit Erker erweitert 1913 (bezeichnet mit dem Jahr) und gleichzeitig insgesamt überformt.                                                                  | D-1-89-145-98  | BW             |
| Vorauf, Ferienparkstraße 61 (Standort)           | Ehemaliges Bauernhaus                                       | Wohnteil massiv mit Flachsatteldach und bemalten Pfettenköpfen, an der Firstpfette bezeichnet mit dem Jahr 1799. | D-1-89-145-99  | BW             |
| Wagenau, Oberwagenau 2 (Standort)                | Sandstein-Türgewände des Bauernhauses                       | bezeichnet mit dem Jahr 1837. | D-1-89-145-100 | BW             |
| Wagenau, Oberwagenau 8 (Standort)                | Bauernhaus                                                  | zweigeschossiger Flachsatteldachbau mit Mittertenne, Wohnteil mit dreiseitig umlaufender Laube und Hochlaube, Wirtschaftsteil mit Hakenschopf in Holzständerbauweise, Brand des Vorgängerbaus an Firstpfette bez. 1929, Wiederaufbau nach Plänen von Johann Hohlneicher, 1930                | D-1-89-145-148 | BW             |
| Wagenau, Unterwagenau 7 (Standort)               | Ehemaliges Bauernhaus                                       | mit Blockbau-Obergeschoss, umlaufender Laube und kurzer Hochlaube, im Kern 18. Jahrhundert, Dach erneuert. | D-1-89-145-102 | BW             |
| Wald 10 (Standort)                               | Wohnteil des Bauernhauses                                   | mit Blockbau-Obergeschoss, Giebel- und Hochlaube, Kern erste Hälfte 18. Jahrhundert, Dach später. | D-1-89-145-103 | BW             |
| Nähe Welkam 1 (Standort)                         | Bildstock                                                   | Rotmarmor, Schaft mit Laterne, wohl 16. Jh. | D-1-89-145-144 | weitere Bilder |
| Wiese 1 (Standort)                               | Zuhaus                                                      | mit Flachsatteldach, bemalten Pfettenköpfen und alten Fenstern, an der Firstpfette bezeichnet mit dem Jahr 1856. | D-1-89-145-105 | BW             |
| Wimm 4 (Standort)                                | Wohnteil des ehemaligen Bauernhauses                        | mit Blockbau-Obergeschoss und Flachsatteldach, an der Firstpfette bezeichnet mit dem Jahr 1691 und 1843. | D-1-89-145-106 | BW             |
| Wolfsberger Straße 25 (Standort)                 | Bauernhaus                                                  | mit Flachsatteldach und Lauben, bezeichnet mit dem Jahr 1825, Haustür bezeichnet mit dem Jahr 1843. | D-1-89-145-107 | BW             |
| Zuhausen 2 (Standort)                            | Ehemaliges Bauernhaus                                       | mit Blockbau-Obergeschoss, Giebellaube und Flachsatteldach, bezeichnet mit dem Jahr 1789. | D-1-89-145-109 | BW             |

## Ehemalige Baudenkmäler
In diesem Abschnitt sind Objekte aufgeführt, die früher einmal in der Denkmalliste eingetragen waren, jetzt aber nicht mehr. Objekte, die in anderem Zusammenhang also z. B. als Teil eines Baudenkmals weiter eingetragen sind, sollen hier nicht aufgeführt werden. Aktennummern in diesem Abschnitt sind ehemalige, jetzt nicht mehr gültige Aktennummern.

| Lage                 | Objekt     | Beschreibung | Akten-Nr.      | Bild |
| -------------------- | ---------- | --- | -------------- | ---- |
| Reuten 10 (Standort) | Bauernhaus | zweigeschossig mit Kniestock, Flachsatteldach und erneuerten Lauben, erbaut 1841, geschnitzte Haustür mit Oberlicht, bezeichnet mit dem Jahr 1864. | D-1-89-145-85  | BW   |
| Wolfsberg ()         | Brechhütte | mit Flachsatteldach und Bruchstein-Untergeschoss, erste Hälfte 19. Jahrhundert; südlich des Weilers.                                               | D-1-89-145-108 |      |